# Карачуновское водохранилище
Карачу́новское водохрани́лище (укр. Карачунівське водосховище) — водохранилище на реке Ингулец возле города Кривой Рог Днепропетровской области, Украина.

## Название
Название водохранилищу дано от села Карачуновка, которое было расположено на западе от Кривого Рога, на правом берегу Ингульца, на расстоянии 500 метров на северо-запад от дамбы (плотины) водохранилища.

Лозоватские граниты скоро исчезают, именно за д. Карачуновкой, лежащей ниже с. Молчановки и верстах в 3-х выше м. Криваго Рога. В небольшой балке, впадающей ниже Карачуновки слева в Ингулец, является как бы в виде отдельнаго лоскута белый известняк, …
— Описание г. Барбота де Марни, Ингульца после впадения в него р. Боковой.

## История
В 1930 году (по другим данным в 1932 году) в Кривом Роге в районе села Карачуновка заложено Карачуновское водохранилище в связи со строительством Криворожского металлургического завода (теперь — АрселорМиттал Кривой Рог), для производственных нужд которого требовалось большое количество воды.
Строительство водохранилища продолжалось в периоды с 1932 года по 1938 год (первая очередь), и с 1954 по 1958 год (вторая очередь).
В зону затопления водами водохранилища попали:
- Моисеевка (Мойсеевка);
- Карачуновка (Богдановка, наследников Степановых, Бутовское);
- Андреевка (Настасьевка);
- Хрущёвка;
- Богоблагодатное (Поповка, Усовка);
- Владимировка;
- Даниловка (жители в 1939 году основали и переселились в село Даниловка);
- Анновка (Соломинка)[5];
- Святокриницкие Криворожские минеральные источники.

По берегу водохранилища были высажены водозащитные лесонасаждения, построены туристические базы, пионерские лагеря и профилактории. Лесонасаждения вокруг Карачуновского водохранилища называются Карачуновским лесным массивом, площадь которого составляла 300 гектаров, используется как зона отдыха горожан.
В 2004 году построена горизонтальная дрена, предотвращающая попадание засоленных вод в Карачуновское водохранилище, из которого подается питьевая вода в город.
За период с 2010 года по 2014 год на реконструкцию водохранилища потрачено более 50 миллионов гривен.
14 сентября 2022 года, в ходе вторжения России на Украину, ВС РФ нанесли 7 ракетных ударов по Кривому Рогу, повредив дамбу на водохранилище и насосную станцию. После чего уровень воды в реке Ингулец стремительно вырос, что вызвало подтопление близлежащих районов.

## Характеристика
Водохранилище заложено в долине реки Ингулец, также водами водохранилища затоплено устье и нижнее течение реки Боковой, и устье с нижним течением её притока — реки Боковеньки. Самое нижнее и заключительное водохранилище в каскаде Ингулецких водохранилищ (Войновское, Искровское, Карачуновское).
Водохранилище является основным источником питьевого водоснабжения Кривого Рога (очистная станция позволяет очищать до 200 тысяч кубометров воды в сутки), обеспечивает питьевой водой более 250 000 жителей[уточнить], орошения земель, промышленного и бытового использования, ведения рыбопромысла. Является природной жемчужиной Кривого Рога. Запасы воды сдерживает мощная дамба, на берегах высажены леса. Образовано на месте выхода гранитных обнажений и порогов Ингульца. Выше по течению Ингульца находится Искровское водохранилище.
Обычная высота над уровнем моря — 59 м, однако из-за повреждения шлюзов в сентябре 2022 года уровень воды незначительно упал.
Характеристика водохранилища:
- площадь — 26,9 квадратных километров[7], в 1947 году 3660 гектаров[6];
- полный объём — 308,5 млн м³[7];
- полезный объём — 288,5 млн м³;
- длина — 35 километров;
- протяжённость береговой линии — 43 километра;
- средняя глубина — 6,88 метра;
- максимальная глубина — 19,1 метра;
- средняя ширина 1,28 километра;
- максимальная ширина — 3 километра.

### Плотина
Длина плотины по гребню составляет 205 метров, максимальная высота — 24 метра, ширина по гребню — 7,5 метра. Все сооружения гидроузла Карачуновского водохранилища относятся к 1-му классу капитальности. Дамбу Карачуновского водохранилища каждую весну укрепляют, проводя ремонтные работы, но несмотря на это, плотина вздута и изъедена временем практически по всей двухсотметровой длине.

Учёные утверждают: в случае прорыва дамбы почти 300 миллионов тонн воды хлынут в город, затопив 70 км². Центрально-Городской район может быть затоплен выше третьего этажа.
— 

## Фауна
Из рыб в водохранилище обитают лещ, судак, плотва, голавль, краснопёрка, жерех, линь, уклейка, густера, вьюн, сом, щука, окунь, сазан, карась. Также в водохранилище обитает пресноводный рак.
В 1945 году рыбколхозом имени Хрущёва выловлено 209,4 центнеров товарной рыбы, в 1946 году — 270 центнеров (лещ — 89,44 %, сазан, сом, плотва).